# Barend Biesheuvel
Pour les articles homonymes, voir Barend.
Barend Willem Biesheuvel, né le 5 avril 1920 à Haarlemmerliede et mort le 29 avril 2001 à Haarlem, est un homme d'État néerlandais, Premier ministre des Pays-Bas de 1971 à 1973. Membre du Parti antirévolutionnaire (ARP), il est juriste de formation. Il est affectueusement surnommé Mooie Barend, littéralement « Beau Barend ».